# Armenisk näva
Armenisk näva (Geranium psilostemon) är en näveväxtart som beskrevs av Carl Friedrich von Ledebour. Enligt Catalogue of Life ingår Armenisk näva i släktet nävor och familjen näveväxter, men enligt Dyntaxa är tillhörigheten istället släktet nävor och familjen näveväxter. Arten förekommer tillfälligt i Sverige, men reproducerar sig inte. Inga underarter finns listade i Catalogue of Life.